# Les Misérables (1935)
Les Misérables is een Amerikaanse dramafilm uit 1935 geregisseerd door Richard Boleslawski. De hoofdrollen worden gespeeld door Fredric March en Charles Laughton. De film is gebaseerd op het gelijknamige boek van Victor Hugo uit 1862.
De film werd genomineerd voor vier Oscars, waaronder de Oscar voor beste film. De film wist uiteindelijk geen nominatie te verzilveren.

## Rolverdeling
| Acteur                            | Personage                 |
| --------------------------------- | ------------------------- |
| Fredric March                     | Jean Valjean/Champmathieu |
| Charles Laughton                  | Inspector Émile Javert    |
| Cedric Hardwicke                  | Bishop Myriel             |
| Rochelle Hudson                   | Cosette                   |
| Marilyn Knowlden                  | Een jonge Cosette         |
| Florence Eldridge                 | Fantine                   |
| John Beal                         | Marius Pontmercy          |
| Frances Drake                     | Éponine                   |
| Ferdinand Gottschalk en Jane Kerr | De Thénardiers            |
| Vernon Downing                    | Brissac                   |
| Leonid Kinskey                    | Genflou                   |
| Ian Maclaren                      | Head Gardener             |
| John Carradine                    | Enjolras                  |
| Heinie Conklin                    | Dronken man               |
| Harry Cording                     | Beam Warder               |
| Olaf Hytten                       | Pierre                    |

## Prijzen en nominaties
| Jaar | Prijs          | Categorie            | Genomineerde(n) | Uitslag     |
| ---- | -------------- | -------------------- | --------------- | ----------- |
| 1936 | Academy Awards | Beste film           | Beste film      | Genomineerd |
| 1936 | Academy Awards | Beste montage        | Barbara McLean  | Genomineerd |
| 1936 | Academy Awards | Beste camerawerk     | Gregg Toland    | Genomineerd |
| 1936 | Academy Awards | Beste regieassistent | Eric Stacey     | Genomineerd |